# Operation Campus
„Campus“ war eine nicht von Washington autorisierte, streng geheime Operation des Counter Intelligence Corps (CIC) der Amerikaner in Offenbach zum Schutz deutscher und amerikanischer Einrichtungen Anfang der 1950er Jahre. Die Operation diente der Suche nach Lecks in den deutschen Sicherheitsapparaten und reichte bis in die Bundesministerien und das Bundeskanzleramt.
Das für die militärische Spionageabwehr zuständige CIC hatte ursprünglich die Aufsicht über die Organisation Gehlen, die bis 1949 Teil des US-Army-Geheimdienstes war. Das CIC befürchtete nach Gründung der Bundesrepublik Angriffe auf die deutschen Regierungskreise und auf die Organisation Gehlen, die nun zum US-Auslandsgeheimdienst CIA gehörte. Nach den großen Verhaftungswellen von Gehlen-Agenten in der DDR 1953 stand der Sowjetspion Heinz Felfe in der Organisation Gehlen konkret im Fadenkreuz von Campus. Weder die Organisation Gehlen noch die CIA waren von diesem Verdacht unterrichtet worden.
Das von Campus geknüpften Informanten-Netzwerk hatte selbst Lecks zu östlichen Geheimdiensten. MfS und KGB begannen eine Gegenoperation zum Schutz ihrer Agenten. Diese führte zu falschen Anschuldigungen gegen die Schlüsselfigur Ludwig Albert bei Campus und zu dessen Verhaftung durch das Bundeskriminalamt (BKA). Albert war Mitarbeiter der Organisation Gehlen und hatte mit Wissen von Reinhard Gehlen für Campus gearbeitet. Tragischerweise nahm er sich im Gefängnis das Leben.
Die Operation Campus wurde danach umgehend eingestellt. Die gleichfalls in der Organisation Gehlen und bei der CIA angestellten Untersuchungen blieben ergebnislos, weil die CIC-Berichte unter Verschluss gehalten wurden. Aus der Organisation Gehlen entstand 1956 der Bundesnachrichtendienst (BND). Erst die Enttarnung und Verhaftung von Heinz Felfe 1961 aufgrund von Überläuferaussagen und die mutmaßlich vom KGB beeinflusste Spiegel-Affäre 1962 zerrütteten danach das Verhältnis von Bundeskanzler Konrad Adenauer zu Reinhard Gehlen.

## Der Beginn von Campus
Nachdem die US Army die Organisation Gehlen 1949 an die CIA abgegeben hatte, begann das Counter Intelligence Corps der US Army, das eng mit den Spionageabwehrstellen von Gehlen zusammengearbeitet hatte, eine Geheimoperation zur Überwachung der deutschen Sicherheitsstrukturen unter dem Namen "Campus". Die Namensgebung war eine Anspielung auf Camp Nicolaus, dem Sitz der Organisation Gehlen in Pullach. Ziel dieser Operation war es, eventuelle kommunistische Einbrüche in die Sicherheitsorgane der ebenfalls 1949 gegründeten Bundesrepublik aufzudecken. Um in der neuen Bundesrepublik präsent zu sein, hatte Gehlen eine Gruppe einflussreicher Personen installiert, die seiner Organisation verbunden waren. Diese "Sonderverbindungen" waren keine Agenten. Man würde sie im heutigen Sprachgebrauch eher als Lobbyisten bezeichneten. Außerdem war die Spionageabwehr Gehlens auf Wunsch von Adenauer beim Aufbau des Verfassungsschutzes beteiligt. Tatsächlich entwickelte sich aus Spionageabwehr/Gegenspionage und Sonderverbindungen alsbald die Inlandsaufklärung von Gehlen in Konkurrenz zum Verfassungsschutz. Weder das CIC noch die CIA hatten genaue Einblicke in diese Operationen, die Gehlen über seine Kontakte im politischen Raum der Bundesrepublik nutzte. Schließlich fanden sich in nahezu allen Bereichen von Ministerien, Ämtern und Sicherheitsbehörden „Sonderverbindungen“ der Organisation Gehlen, die Inlandsaufklärung betrieben.

Das misstrauische CIC richtete deshalb das Augenmerk auf die Wechselbeziehungen von Regierungsbehörden mit der Organisation Gehlen. Ein Campus-Angehöriger nannte die Problematik ungeschönt beim Namen:
"Einer der größten Fehler, den die Vereinigten Staaten jemals auf dem Gebiet der Geheimdienstarbeit begangen haben, war es, Gehlen zu nehmen. Schon im Krieg war sein Laden nicht gerade effektiv, und er hat im Lauf der Zeit auch nichts dazugelernt. Seine Methodik war antiquiert, sein Kommunikationswesen primitiv und seine Sicherheit gleich null. Er war vom ersten Tag an der Infiltration ausgesetzt." 
Beim CIC argwöhnte man nicht zu Unrecht eine Unterwanderung der Organisation Gehlen bis hinauf in deutsche Regierungskreise. Der Kern des Verdachts lag in der Denkweise, dass unter den vielen ehemaligen Kommunisten in Deutschland, die nun wieder in Freiheit waren, der Versuch unternommen würde, in den deutschen Verwaltungsapparat einzudringen. Das entsprach dem Denken der Spionageabwehr der Organisation Gehlen, die mit der Operation „Fadenkreuz“ längst veraltete Spuren zur ehemaligen kommunistische Spionageorganisation „Rote Kapelle“ verfolgte. Die CIC-Operation Campus war im Gegensatz zu „Fadenkreuz“ weit näher am realen Geschehen.
Die Leitung von Campus übernahm die Region III des CIC in Offenbach bei Frankfurt unter Oberst Thomas W. Dale, der 1950 nach Offenbach gekommen war. Dale informierte weder die CIA noch die Organisation Gehlen von seiner geheimen Mission. Er nutzte mit dem Ex-Gestapo-Hauptsturmführer Heinrich Schmitz und dem SD-Untersturmführer Richard Schweizer zwei NS-belastete Hauptinformanten mit Bezügen zur Organisation Gehlen, die wiederum andere Personen in Bundesbehörden und bei Gehlen als Unterquellen in das Netzwerk einbanden. Schmitz und Schweizer gelangten erst nach Abschluss von Campus selbst zur Organisation Gehlen bzw. zum BND.

Als die CIA und die Bundesregierung planten, die Organisation Gehlen offiziell zum 1. April 1953 in die deutschen Bundesdienste zu überführen, verhinderte eine massive Kampagne ostdeutscher und sowjetischer Dienste gegen die Organisation Gehlen das zunächst. Die unter dem Namen „Feuerwerk“ bekannten konzentrierten Schläge gegen die Gehlen-Spione in der DDR 1953 verursachten große Verluste. Dieser Angriff auf die Organisation Gehlen führte zu einer Intensivierung der Operation Campus. Die Region III des CIC in Offenbach bei Frankfurt unter Thomas Dale hatte die Pannenfälle analysieren lassen und kam zu dem Ergebnis, dass etwa 70 Prozent der Informationen aus dem Umfeld der Gegenspionage-Stelle GV L der Organisation Gehlen gekommen sein musste, behielt diese Informationen aber für sich. Wörtlich notierte die Region III der 66th CIC Group am 24. Juni 1954 in einem Bericht über Heinz Felfe, der in der Gegenspionage der Organisation Gehlen tätig war:
"Continued investigation concerning the information furnished by the Communists regarding the Gehlen Organization last winter has revealed that at least seventy (70) percent of the information could have come only from the former Sicherheitsdienst (SD) group within the Gehlen Organization, to which group subject [meint Felfe] belongs.“
Ins Deutsche übersetzt kamen die Auswerter beim CIC also bereits im Sommer 1954 zu dem Ergebnis, dass sich mit 70%iger Wahrscheinlichkeit ein Ring ehemaliger SS-Leute in der Organisation Gehlen mit Heinz Felfe gebildet hatte, der von den Sowjets gesteuert wurde. Zu den weiter vom CIC in Offenbach neben Felfe verdächtigten Personen der GV L gehörten auch Wilhelm Krichbaum, Emil Augsburg, Carl Schütz und Oskar Reile, wie die etwa 100 umfänglichen Dossiers von Campus belegen.
Neben dem CIC hatten die Spionageabwehrspezialisten im CIA-Stab von James Critchfield bei der Organisation Gehlen ebenfalls schon 1951 begonnen, speziell die Gegenspionageoperationen unter die Lupe zu nehmen. Diese CIA-Operation lief unter dem Decknamen UJDROLLERY und kam in etwa zum selben Ergebnis wie die Leute beim CIC, wurde jedoch nicht so konkret und nannte keine Namen von Verdächtigen. Im Unterschied zum CIC lag der Argwohn der CIA weniger in den mutmaßlichen KPD-Aktivitäten, sondern in der hohen Dichte ehemaliger SS-Geheimdienstler in der Gegenspionage der Organisation Gehlen. Die Erkenntnisse der CIC-Operation Campus wurden jedoch nie mit denen der CIA-Operation UJDROLLERY zusammengeführt, wie sich der Pullacher CIA-Aufseher Critchfield später in seinen Memoiren bitter beklagte.
Beide amerikanische Geheimdienste hatten aus unterschiedlichen Gründen hohe Risiken in den deutschen Gegenspionage-Operationen erkannt.

## Die Informanten von Campus
Es gab also genügend Gründe für die Amerikaner, sich intensiv mit der Spionageabwehr und Gegenspionage der Organisation Gehlen auseinanderzusetzen. Ein Problem war jedoch, dass auch die Informanten beim CIC zumeist aus den Kreisen der ehemaligen SS-Angehörigen kamen. Die CIC-Hauptagenten von CAMPUS waren Heinrich Schmitz, der beim CIC unter dem Code X-899 lief und Richard Schweizer als X-933. SS-Hauptsturmführer Schmitz hatte während des Krieges in Litauen als stellvertretender Leiter des Einsatzkommandos 3 gewirkt und war außerdem Chef der Gestapo in Kaunas (Kowno) gewesen. Er war somit an schwerwiegenden Kriegsverbrechen beteiligt. Das wusste man beim CIC damals aber nicht oder man wollte es nicht wissen.
Der in Litauen geborene Deutschbalte Richard Schweizer hatte schon vor dem Krieg für die Stapo-Stelle in Tilsit unter Sturmbannführer Heinz Gräfe ein Agentennetz in Litauen aufgebaut, dem auch der Jesuitenpater Karl Fulst angehörte. Schweizer war dann beim Einmarsch in Litauen Angehöriger des Einsatzkommandos 3 (EK 3) der Einsatzgruppe A. Stellvertretender Leiter des EK 3 war Heinrich Schmitz. Aus dem EK 3 entwickelte sich die Dienststelle von Sicherheitspolizei und SD in Kaunas. Hier war dann der SS-Untersturmführer Schweizer Angehöriger des Inlands-SD in Kaunas. Auch das war dem CIC nicht bekannt, vielleicht deshalb, weil im Nürnberger Einsatzgruppen-Prozess ausgerechnet das Einsatzkommando 3 nicht behandelt wurde. Bei Kriegsende gehörte Richard Schweizer dem Hauptkommando Mitte des Unternehmen Zeppelin des Auslandsgeheimdienstes der SS als Leiter eines Ausbildungslagers an. Schweizer war in den 50er Jahren in Wiesbaden beschäftigt und vermittelte baltische Flüchtlinge zwischen der Heimatauskunftstelle Baltikum und dem Lastenausgleichsamt.

Mit Schmitz und Schweizer hatte Dale ausgerechnet zwei an Kriegsverbrechen in Litauen beteiligte SD-Offiziere engagiert, die weiteres belastetes Personal in ihr Netzwerk einbanden. Das im Auftrag des CIC errichtete Netz von Campus in der Bundesrepublik Deutschland baute somit auf Figuren mit zweifelhafter Vergangenheit, die in den Kreisen der Organisation Gehlen und der Sicherheitsbehörden einschließlich des Verfassungsschutzes zu finden waren. Das reichte bis in die Ministerien und ins Bundeskanzleramt hinein. Aus den Unterquellen der beiden Hauptagenten bekam das CIC über die Jahre eine Fülle von Insider-Informationen. Thomas Dale hatte laut Schmitz folgende Aufklärungswünsche:
„This office was gathering information on the following targets: The Friedrich Wilhelm Heinz case, Amt Blank, Abt. VI (Public Safety) of the Federal Ministry of Interior, Gehlen Organization, Kaiser Ministry, BfV, Sicherungsgruppe. The American Office was allegedly concerned with the Security of these various offices.“
Als Unterquelle C-52 von Schweizer war der vormalige SS-Untersturmführer Heinz Unglaube seit etwa 1952 für Campus tätig. Unglaube gehörte in Tilsit dem von Schweizer vor dem Krieg aufgebauten Agentennetz in Litauen an und war dann zeitweise Leiter des Sonderkommandos 11b an der Ostfront. Zuletzt war Unglaube Chef von Schweizer beim Hauptkommando Mitte des Unternehmen Zeppelin. Unglaube arbeitete sowohl für das Bundesamt für Verfassungsschutz (BfV) wie auch für die Gehlen-Dienststelle GV H in Frankfurt.
Ein weiterer Bekannter von Schmitz und Schweizer aus Kriegszeiten in Litauen war der im Memelland geborene Deutschbalte Paul Cirolies, der sich nach der Baltenumsiedlung Paul Lerchhoff nannte. Er war mittlerweile bei der Sicherungsgruppe des BKA untergekommen. Auch Paul Lerchhoff begann als Unterquelle C-66 Informationen gegen Bezahlung an Schmitz und das CIC zu geben.
Ein Kollege von Paul Lerchhoff beim BKA war der ehemalige SS-Hauptsturmführer Theodor Saevecke. Auch er war eine der Unterquellen des CIC-Spitzels Schmitz. Saevecke war 1944 an Kriegsverbrechen in Italien beteiligt, weil er als Mailänder Gestapo-Chef Erschießungen veranlasste. Er gehörte seit 1952 der Sicherungsgruppe des BKA an, ermittelte gegen linksgerichtete Organisationen und leitete seit 1953 den Ermittlungsdienst des BKA. Theodor Saevecke war von 1952 bis 1956 eine Sonderverbindung der Org. Gehlen unter dem Decknamen SIEGEL. Saevecke war in Italien ein Kamerad von Johannes Clemens gewesen, der mittlerweile wie Heinz Felfe in der Organisation Gehlen für die Sowjets spionierte.
Der ehemalige Abteilungsleiter Politik im Generalkommissariat Litauen und Leiter der Raumordnung im Reichskommissariat Ostland, Werner Essen, nunmehr Ministerialrat im Bundesvertriebenenministerium, war als Unterquelle C-16 von Schmitz auf das Auswärtige Amt angesetzt.
Als weitere Unterquelle C-46 von Schweizer war Wilhelm Heinrich Schmitz erfasst, der nicht mit dem CIC-Hauptagenten Heinrich Schmitz verwechselt werden darf. Wilhelm Heinrich Schmitz war Angehöriger von Geheimer Feldpolizei und Gestapo und während des Krieges Adjutant von SD-Chef Walter Schellenberg gewesen. Auch er war er seit 1951 in der Organisation Gehlen untergekommen.
Weitere Informanten, die Schmitz auf den Verfassungsschutz angesetzt hatte, waren Hans Habermehl beim BfV, Albert Jagusch vom Verfassungsschutz in NRW und Dr. Alfred Mai. Bei Dr. Alfred Mai handelte es sich um den ehemaligen Abteilungsleiter des Reichssenders Breslau und des Propaganda-Senders Ostland in Litauen, der Heinrich Schmitz über den mit Schmitz und Schweizer seit Vorkriegszeiten bekannten litauischen Jesuiten-Pater und SD-V-Mann Karl Fulst jetzt über den katholischen Cartellverband (CV) mit dem CIC in Kontakt gebracht hatte.
Arthur Ruppert war die Unterquelle C-45 von Heinrich Schmitz. Ruppert war im Krieg Major beim Pressestab Finnland, bis 1951 Org. Gehlen Mitarbeiter und dann 2. Vorsitzender beim Volksbund für Frieden und Freiheit (VFF). Als CDU-Urgestein im Vorstand der CDU in NRW, über den katholischen Studentenverband CV und über den VFF hatte Ruppert Zugang zu Bundeskanzler Adenauer und zu Ministerien.
Zum Informantennetz gehörte auch die Sekretärin von Karl Gumbel im Bundeskanzleramt, Erika Schwarz. Um sie kümmerte sich Richard Schweizer persönlich.

## Die Schlüsselfigur Ludwig Albert
Der vormalige Kriminalrat der Gestapo und Feldpolizeidirektor der Geheimen Feldpolizei Ludwig Albert leitete in Neu-Isenburg bei Offenbach die für die Spionageabwehr in Hessen zuständig Dienststelle BV Nord (Bezirksvertretung Nord) der Organisation Gehlen-Stelle GV L (Generalvertretung L). Albert sammelte Informationen zur KPD, weil in Frankfurt die KPD-Zentrale und ihre Vorfeldorganisation tätig waren und von hier Kurierwege nach Ost-Berlin führten. Nach der Verlegung der KPD-Zentrale nach Düsseldorf richtete Albert sein Hauptaugenmerk auch nach Nordrhein-Westfalen und den Raum Köln-Bonn-Düsseldorf. Ludwig Albert war ab 1952 eine wichtige Unterquelle von Heinrich Schmitz, der mit ihm gut bekannt war. Albert gab seine Informationen mündlich an Schmitz und dieser brachte sie zu Papier und dann zum CIC. Im Gegenzug erhielt Albert Informationen von Schmitz. Albert war neben seinem regionalen Auftrag außerdem für die Sicherheit der Außenstellen der Generalvertretung L zuständig und hatte somit tiefe Einblicke in die gesamte Spionageabwehr der GV L, war also ein bedeutender Informant. Alfred Bentzinger, der Chef der GV L, unterstützte ebenfalls Alberts Arbeit für das CIC.
Albert hatte über seine Verbindung zu Schmitz und zum CIC sowohl dem Chef der GV L, Alfred Bentzinger als auch Reinhard Gehlen berichtet. Gehlen wusste von den mündlich von Albert an Schmitz und das CIC weitergereichten Informationen und er wusste auch, dass das CIC seinen Dienst überprüfte. Über Albert erhielt Bentzinger und Gehlen in umgekehrter Richtung viele Informationen aus dem Aufkommen von Schmitz bei Campus. Gehlen ließ daraufhin selbst Untersuchungen anstellen, denn Albert bzw. Campus hatten der Organisation Gehlen einen Verdacht gegen die Spionageabwehrstelle in der Stuttgarter Verastr. gemeldet. Dort waren der KGB-Agent Heinz Felfe und die ex-Gestapo-Leute Hans Sommer und Carl-Theodor Schütz tätig. Die Stelle war in den Angriffen der Ost-Propaganda 1953–54 nicht genannt worden, was den Verdacht begründete.

## Das Ende von Campus
Die inoffiziellen Kontakte der Gehlen-Leute zum CIC hebelten die eigentlich vorgesehenen Kanäle zur Spionageabwehr der Org. Gehlen aus. Da viele Meldungen aber über den Rückversicherungskanal von Albert zu Gehlen dennoch bei der Spionageabwehr ankamen, erfuhren Felfe und eine bis heute nicht identifizierte Quelle des KGB in der Spionageabwehr und damit das KGB von dem Verdacht bei Campus. Ludwig Albert gefährdete mit seinen immer konkreter werdenden Vorwürfen gegen Felfe die KGB-Operationen, weshalb das KGB mit Unterstützung des MfS eine Operation zur Ausschaltung des Albert einfädelte.
1954 begann der mittlerweile als KGB etablierte Geheimdienst der Sowjets eine Provokation gegen die Gehlen-Dienststelle GV L, in der Albert für die Sicherheit verantwortlich war. Den ersten indirekten Angriff auf Albert führte der Org. Gehlen Mitarbeiter Bodo Fromm aus, der vom KGB „umgedreht“ worden war. Bodo Fromm hinterlegte in Ludwigsburg einen Toten Briefkasten unter einer Laterne, der auf ein Leck in der Dienststelle von Albert hinwies. Das war der Fall „Lilli Marlen“ (nach dem gleichnamigen Lied von Marlene Dietrich und der Passage des Liedes "unter der Laterne"). Der eher unbedeutende Agent Walter Kunde wurde dabei bewusst vom KGB geopfert, als er das Versteck leerte. Nicht geplant war allerdings die Verhaftung von Bodo Fromm, der bei der Polizei Verdacht erregt hatte und am 27. Januar 1955 in Ludwigsburg als Sowjetagent festgenommen wurde.
Der zweite Angriff unmittelbar auf Albert erfolgte durch den MfS-Agenten Herbert Weinmann. Weinmann war 1953/54 zusammen mit dem MfS-Hauptmann Hermann Pustiovsky (Deckname „Berger“) in Erkundungsoperationen gegen die Organisation Gehlen eingebunden gewesen. Das KGB ließ diese Aufträge von deutschsprachigen Agenten des MfS ausführen. Dabei ging es um Abklärungen von Personen und Dienststellen im Raum München und eine geplante Entführung von Reinhard Gehlen. Unter dem Falschnamen Herbert Burkhardt war Weinmann an diesen Klärungsaufträgen beteiligt und nannte „Berger“ als seinen Führungsoffizier. Weinmann war Ende 1954 wegen Schwarzmarktgeschäften verhaftet worden und bot an, gegen Haftverschonung Angaben zu Ost-Agenten zu machen. Auf dieses Angebot ging man ein und Weinmann nannte eine ganze Reihe von Kontakten, die nach ihrer Verhaftung größtenteils auch Geständnisse ablegten.
In seinen Aussagen machte Weinmann sehr präzise Aussagen zu Ludwig Albert. Laut Weinmann wäre Albert für die Sowjets und dann für das MfS tätig gewesen. Ludwig Albert wurde am 4. Juli 1955 festgenommen und eingehend befragt. Er wurde mit den Anschuldigungen nicht fertig und beging in der Untersuchungshaft in Bruchsal am 15. Juli 1955 Suizid. Der Bearbeiter des Falles Albert in der Spionageabwehr war der ex-Sturmbannführer im Wannsee-Institut des SD Emil Augsburg, der selbst zu den Verdachtspersonen der Gruppe um Felfe gehörte und in der Fallbearbeitung des MfS-Agenten Weinmann falsche Schlüsse zog.

In der späteren Auswertung des Verratsfalles Heinz Felfe im BND stellte die CIA fest, dass
„Herbert Weinmann, a former East German MfS case officer/courier, after having been arrested in West Germany on a charge unrelated to espionage, made a clean breast of his espionage past in return for immunity from prosecution. In so doing he reported Albert as an MfS agent who had probably been recruited first by the KGB, and he also compromised a number of other relatively insignificant MfS agents. According to Weinmann, the first part of Albert's MfS dossier, which he claimed to have seen, had been translated into German from Russian. He could not say when Albert had been recruited by the KGB, or when he had been turned over by the KGB to the MfS, except that the file went back a number of years.“
„There is no doubt that Weinmann was an MfS agent of long standing, but it is suspected that his "confession" and denunciation of Albert was KGB inspired. Although part of his information was clearly valid, other parts were obviously fabricated.“
„When an important agent is known to be endangered, the KGB will try to set up a "false victim" whose arrest takes the heat off the actual agent. The "false victim" may be wholly innocent, or he may be an actual Soviet agent of lesser importance.“
Albert war also ein „false victim“, ein unschuldiges Opfer zum Schutz des Sowjetagenten Felfe in der Organisation Gehlen, der inzwischen in der Gegenspionage des BND eine leitende Position einnahm. Diese Hintergründe, die konstruierten Vorwürfe gegen Albert und die KGB-Schutzoperation kam erst im Zuge der Ermittlungen gegen Felfe 1962 zu Tage. Auch neuere Veröffentlichungen aufgrund von Analysen des BND im Jahr 1992 weisen darauf hin, dass Albert ein Opfer war, und den Agenten Felfe zu schützen. Der Auslöser der Verhaftung von Albert, der MfS-Agent Herbert Weinmann, gab später zu, die Vorwürfe nur erfunden zu haben.
Fritz Scholz, der in einem Sonderstab bei Gehlen die Pannenfälle aus 1953 untersucht hatte, kam ähnlich wie Albert und das CIC auf die Spur von Felfe. Damit geriet auch er in die Optik der KGB-Gegenoperation, ebenfalls ausgelöst durch die Aussagen von Herbert Weinmann. Scholz geriet bei Gehlen ins Abseits, wurde 1957 zur Bundeswehr versetzt und 1959 sogar vorübergehend verhaftet. Auch Scholz war ein „false victim“ und kämpfte lange gegen die Anschuldigungen.
Die Operation Campus der Amerikaner war mit der Verhaftung von Albert aufgeflogen und beendet. Letztlich diente die erfolgreiche Beseitigung von Albert und Scholz dem Schutz der KGB-Netze in der Organisation Gehlen bzw. im BND, die so noch bis 1961 weiterarbeiten konnten.

## Nachspiel bei den Amerikanern
Der für das CIC zuständige Leiter des Militärnachrichtendienstes G-2, Generalmajor Arthur G. Trudeau, bat kurz vor dem Aufplatzen der Operation Campus um ein Gespräch über Sicherheitsfragen mit zuständigen Herren der Bundesregierung. Zur Überraschung von Trudeau nahm dieses Gespräch Bundeskanzler Konrad Adenauer im Juni 1955 persönlich wahr. Trudeau, der womöglich die Campus-Informationen gar nicht kannte, erklärte dem Bundeskanzler ganz allgemein die Sicherheitsbedenken der Amerikaner bezüglich der Lage in der Bundesrepublik. Speziell sah er hohe Risiken für die westlichen Geheimdienste bei Übernahme der Organisation Gehlen in die Bundesdienste. Anhand von sieben Karteikarten, auf denen er sich Notizen gemacht hatte, erklärte er Adenauer seine Bedenken. Im Kern ging es Trudeau darum, Gehlen als Chef des künftigen deutschen Nachrichtendienstes zu verhindern.
Trudeaus Hinweise hatten folgenden Inhalt:
1. Die Rivalität Gehlens gegenüber anderen Diensten;
2. Die mangelnde Effektivität der Organisation Gehlen;
3. Die schlechte operative Absicherung der DDR-Operationen;
4. Mangelnde Maßnahmen gegen die Gefahr durch die Sowjets;
5. Falsche Personalauswahl beim Amt Blank;
6. Die Inlandsspionage der Organisation Gehlen;
7. Die von Informanten der Amerikaner bestätigte Penetration der Organisation Gehlen.[48]

Der nur mit knappem Vorsprung regierende Adenauer brauchte jedoch Gehlen für die Inlandsaufklärung und so waren Trudeaus Bedenken auch gegen Adenauers persönliche Interessen gerichtet, was Trudeau vielleicht nicht wusste. Adenauer ignorierte letztlich die Bedenken von Trudeau. Er bat um Überlassung der Notizen Trudeaus und reichte diese an Staatssekretär Hans Globke weiter, der sie wiederum an den CIA-Vertreter in Bonn gab. CIA und Bundesregierung hatten sich jedoch längst auf Gehlen als künftigen Geheimdienstchef verständigt und der ungewöhnliche Versuch von Trudeau, Gehlen zu verhindern lief ins Leere. Trudeau wurde alsbald von seinem Posten als Leiter des Militärgeheimdienstes entbunden und im Oktober 1956 nach Südkorea versetzt.
Campus und das CIC hatte an den Grundfesten des Gehlen-Dienstes gerüttelt, die in den guten Beziehungen ins Bundeskanzleramt über die Inlandsaufklärung bestanden. Heinz Felfe wiederum war ein Lieblingskind von Gehlen, weil dessen vom KGB lancierte Erfolge Reinhard Gehlen in Bonn im besten Licht erscheinen ließen. Gehlens und Adenauers Zusammenarbeit bei der Inlandsaufklärung und der bereits erfolgte Einbruch des KGB bei Gehlen verhinderten, dass Campus erfolgreich war.
Nach Ende der Operation Campus wechselte der dafür verantwortliche Thomas Dale von der Army zur Spionageabwehr der CIA unter James Jesus Angleton, wo er ausgelöst durch den zur CIA übergelaufenen polnischen Oberstleutnant Michal Goleniewski die Verhaftung von Heinz Felfe erlebte.
Die Erkenntnisse von Campus waren nach Abschluss der Operation viele Jahre in den Unterlagen des CIC beerdigt und wurden erst im Zuge des Freedom of Information Act in den 1980er Jahren durch Anfragen von Mary Ellen Reese exhumiert. Die CIA hatte die Unterlagen nie gesehen, weil Dale auch gegenüber Angleton darüber schwieg.